# TMED4
TMED4 (англ. Transmembrane p24 trafficking protein 4) – білок, який кодується однойменним геном, розташованим у людей на короткому плечі 7-ї хромосоми. Довжина поліпептидного ланцюга білка становить 227 амінокислот, а молекулярна маса — 25 943.
| 10         |  | 20         |  | 30         |  | 40         |  | 50         |
| ---------- |  | ---------- |  | ---------- |  | ---------- |  | ---------- |
| MAGVGAGPLR |  | AMGRQALLLL |  | ALCATGAQGL |  | YFHIGETEKR |  | CFIEEIPDET |
| MVIGNYRTQM |  | WDKQKEVFLP |  | STPGLGMHVE |  | VKDPDGKVVL |  | SRQYGSEGRF |
| TFTSHTPGDH |  | QICLHSNSTR |  | MALFAGGKLR |  | VHLDIQVGEH |  | ANNYPEIAAK |
| DKLTELQLRA |  | RQLLDQVEQI |  | QKEQDYQRYR |  | EERFRLTSES |  | TNQRVLWWSI |
| AQTVILILTG |  | IWQMRHLKSF |  | FEAKKLV    |  |            |  |            |

A: Аланін

C: Цистеїн

D: Аспарагінова кислота

E: Глутамінова кислота

F: Фенілаланін

G: Гліцин

H: Гістидин

I: Ізолейцин

K: Лізин

L: Лейцин

M: Метіонін

N: Аспарагін

P: Пролін

Q: Глутамін

R: Аргінін

S: Серин

T: Треонін

V: Валін

W: Триптофан

Задіяний у таких біологічних процесах, як транспорт, транспорт білків, альтернативний сплайсинг. 
Локалізований у мембрані, ендоплазматичному ретикулумі.